# 川南駅
川南駅（かわみなみえき）は、宮崎県児湯郡川南町大字平田にある、九州旅客鉄道（JR九州）日豊本線の駅である。

## 歴史
- 1921年（大正10年）6月11日：高鍋駅 - 美々津駅間の開通に伴い、開業[2]。
- 1959年（昭和34年）5月：駅舎改築工事落成[2]。
- 1973年（昭和48年）9月26日：貨物取扱廃止[4]。
- 1981年（昭和56年）4月14日：業務委託駅化[2]（業務委託先は九鉄開発大分支社）[5]。
- 1984年（昭和59年）
  - 2月1日：荷物扱い廃止[4]。
  - 11月1日：駅員無配置駅となる[6]。
- 1987年（昭和62年）4月1日：国鉄分割民営化により、JR九州の駅となる[7]。
- 1989年（平成元年）：駅舎改築[1]。
- 1996年（平成8年）6月1日：宮崎総合鉄道事業部発足により、大分支社から鹿児島支社に移管。
- 2022年（令和4年）4月1日：宮崎支社の発足により、鹿児島支社から同支社へ移管[8]。

## 駅構造

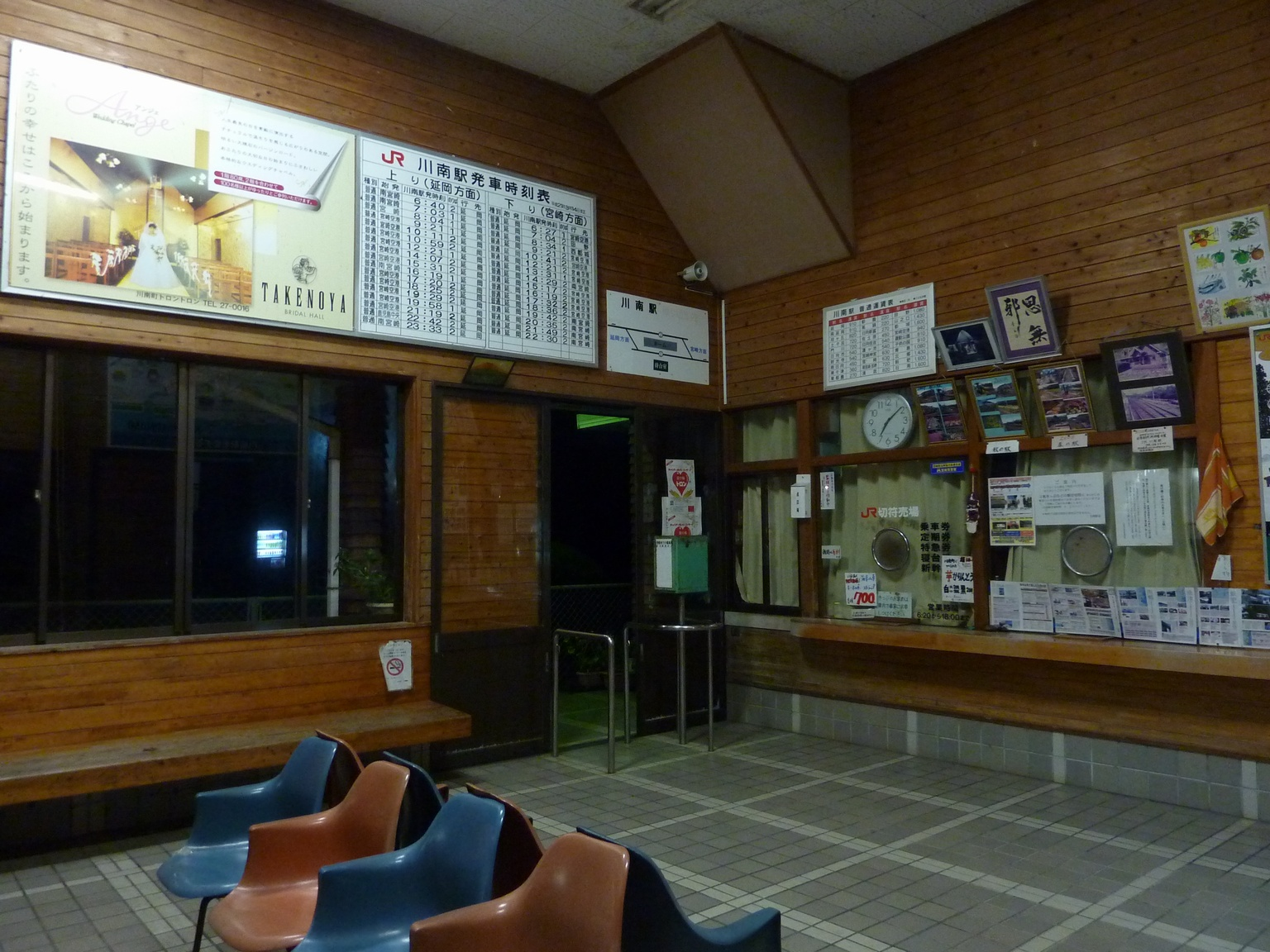
駅舎内（2010年9月）

1線スルー構造の島式ホーム1面2線を有する地上駅。川南町観光協会が駅舎管理を行っている。2012年2月に跨線橋が撤去され、遮断機付き構内踏切（車いす対応スロープ付き）が新設された。

### のりば
| のりば | 路線      | 方向 | 行先                               | 備考         |
| ------ | --------- | ---- | ---------------------------------- | ------------ |
| 1      | ■日豊本線 | 上り | （上り）延岡方面・（下り）宮崎方面 | 交換列車のみ |
| 2      | ■日豊本線 | 下り | （上り）延岡方面・（下り）宮崎方面 |              |

付記事項
- 「方向」は当駅で列車交換を行う場合の進行方向を指す。
- 上り方の線路は延岡方面に向かって左にカーブしており、通過列車であっても95 km/hの速度制限がかかる。かつては当駅で寝台特急「富士」の上下列車交換が行われていた。

## 利用状況
2023年（令和5年）度の1日平均乗車人員は300人である。
近年の1日平均乗車人員は以下の通り。
| 年度   | 1日平均 乗車人員 | 出典   |
| ------ | ---------------- | ------ |
| 1996年 | 268              | -      |
| 1997年 | 250              | -      |
| 1998年 | 272              | -      |
| 1999年 | 277              | -      |
| 2000年 | 271              | -      |
| 2001年 | 257              | -      |
| 2002年 | 234              | -      |
| 2003年 | 249              | -      |
| 2004年 | 243              | -      |
| 2005年 | 224              | -      |
| 2006年 | 224              | -      |
| 2007年 | 242              | -      |
| 2008年 | 262              | -      |
| 2009年 | 243              | -      |
| 2010年 | 240              | -      |
| 2011年 | 259              | -      |
| 2012年 | 278              | -      |
| 2013年 | 319              | -      |
| 2014年 | 311              | -      |
| 2015年 | 291              | -      |
| 2016年 | 非公表           | 非公表 |
| 2017年 | 非公表           | 非公表 |
| 2018年 | 308              | [ 12 ] |
| 2019年 | 非公表           | 非公表 |
| 2020年 | 249              | [ 13 ] |
| 2021年 | 264              | [ 14 ] |
| 2022年 | 274              | [ 15 ] |
| 2023年 | 300              | [ 11 ] |

## 駅周辺
川南町内唯一の駅で、海に近い場所にある。駅のすぐ西側を宮崎県道302号高鍋美々津線が日豊本線に並行して通っている。駅舎と反対側の駅の東側は海岸である。
川南町の中心部は当駅から西に約3 km離れた内陸部にあり、当駅の周辺は民家が数軒ある程度で商業施設などはない。平日と土曜の朝夕に限り、当駅と町中心部のトロントロンドームを結ぶシャトルバスが運行されている。
- 伊倉浜自然公園
- 龍野神社
- 宮崎県道307号尾鈴川南停車場線

## 隣の駅
九州旅客鉄道（JR九州）
■日豊本線
都農駅 - 川南駅 - 高鍋駅